# Un gruppo di sei
Un gruppo di sei (A Set of Six) è una raccolta di racconti dello scrittore di lingua inglese Joseph Conrad pubblicata per la prima volta nel 1908. I sei racconti erano apparsi in precedenza su alcune riviste letterarie.

## Racconti
- Gaspar Ruiz. Pubblicato dapprima sulla rivista Pall Mall Magazine (luglio-ottobre 1906) col titolo Gaspar Ruiz: The Story of a Guerilla Chief[1].
- L'informatore: racconto ironico (The Informer: An Ironic Tale). Pubblicato dapprima sulla rivista statunitense Harper's Magazine, numero di dicembre 1906[2].
- La bestiaccia: racconto indignato (The Brute: An Indignant Tale). Pubblicato sulla rivista londinese The Daily Chronicle, numero del 5 dicembre 1906, col titolo The Brute: Tale of a Bloodthirsty Brig[3].
- Un anarchico: racconto disperato (An Anarchist: A Desperate Tale). Pubblicato sulla rivista statunitense Harper's Magazine, Vol. 113 (agosto 1906), pp. 406-416[4].
- Il duello: racconto militare (The Duel: A Military Tale). Pubblicato sulla rivista Pall Mall Magazine, Vol. XLI (gennaio-maggio 1908)[5]
- Il Conde: racconto patetico (Il Conde: A Pathetic Tale). Pubblicato dapprima sul numero di agosto 1908 della rivista londinese Cassell's Magazine[6].

## Edizioni
- Joseph Conrad, A Set of Six, London: Methuen & Co., 1908, 258 p. (Internet Archive
- Joseph Conrad, A Set of Six, Doylestown (Pennsylvania): Wildside press, 1908, 235 p. Internet Archive
- Joseph Conrad, Un gruppo di sei; a cura di Piero Bigongiari; con un saggio introduttivo di Irving Howe, Coll. Opere complete di Joseph Conrad 8, Milano: Bompiani, 1964, 376 p.